# Deutsche Gesellschaft für Schädlingsbekämpfung

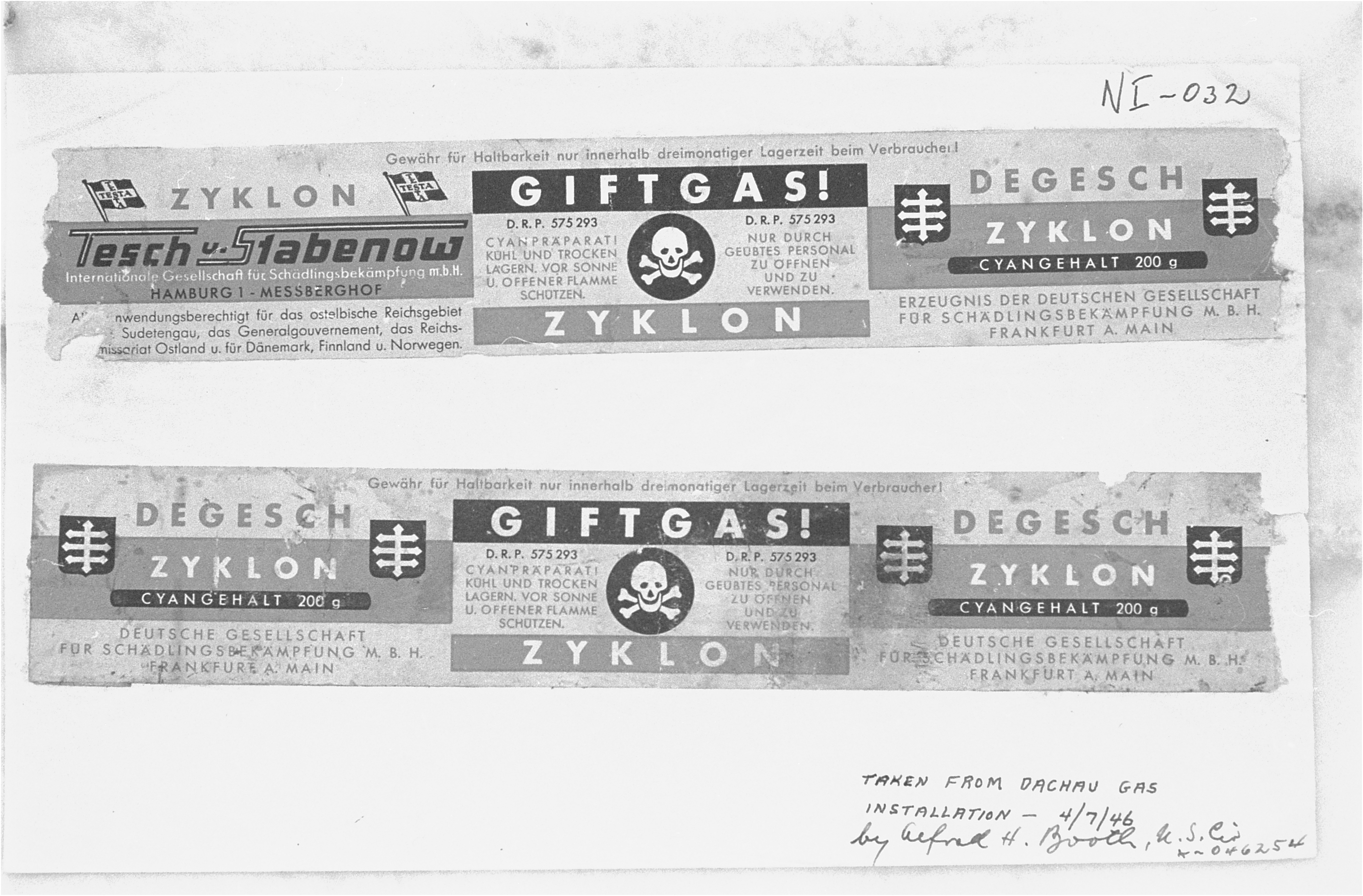
Etykieta z puszki Cyklonu B wyprodukowanego przez Degesch

Deutsche Gesellschaft für Schädlingsbekämpfung m.b.H. (Degesch, niem. Niemieckie Przedsiębiorstwo Zwalczania Szkodników) – niemieckie przedsiębiorstwo zajmujące się produkcją i dystrybucją środków chemicznych. Firma należała do spółek IG Farben, Degussa oraz Goldschmidt, kontrolowała także detalistów: firmy Heli i Testa.
Podczas II wojny światowej firma produkowała m.in. Cyklon B, który stosowano m.in. w obozie Auschwitz-Birkenau do masowej eksterminacji więźniów.